# بني فرخ
سمك البني الفرخ العذبة هي سمكة لاحمة متوطنة في أنهار حوض الرافدين (دجلة والفرات ورافدهما). يصل طوله الأقصى لأكثر من 200 سم ووزنه لأكثر من 150 كغ.
يوجد في عمود السباحة السطحي والقاعي benthopelagic.
يطلق عليه الكثير من الأسماء الأخرى مثل البزّ أو المنقار العراق والبياض أو الفرخ سوريا والجرو تركيا والبزّ أو السونغ إيران.

## المورفولوجيا
- الجسم مضغوط قليلاً، والخطم موشوريّ الشكل متطاول قليلاً فيه فكين متعادلي الطول، أي أن الفم أماميّ الإتجاه.
- العيون صغيرة مقارنة بحجم الوجه والأسماك المفترسة الأخرى. الزعنفة الحوضية (الشرجية) طولها ضعف عرضها. أما الزعنفة الذيلية فهي منشقـّة بتباعد كبير. والشعاع الثالث في الزعنفة الظهرية قاسٍ ومتشعب النهاية.
- لون الجسم قريب من الزيتوني الفاتح مع بقع سوداء صغيرو متطقعة الانتظام على القسم الظهري. بينما يصبح اللون فاتح على الكشحين والبطن.

## البيولوجيا
- يعرف هذا النوع بكونه مفترس، لكن القليل دُرس عن سلوكه الافتراسي ولا يُعتقد بأنه سمك خطير على الإنسان. يعيش في تجمعات قليلة وتتضاعف مجتمعاته كل 5-10 سنوات تقريباً.
- يندر وجوده في الأفق الأعلى من حوض الرافدين لعدم مناسبة طبيعة القاع وعرض الأنهار كبيئة مناسبة له، وأصبح وجوده نادراً في الأفق الأوسط من الحوض بسبب الصيد الجائر والتغيير المستمر على الموائل الطبيعية له. تشير الدلائل إلى أنه يجد في منطقة الأفق الأدنى وخصوصاً في الأهوار مرتعاً مناسباً وآمناً للتكاثر والتنقل والصيد.

## وصلات خارجية
- بطاقة البني الفرخ على قاعدة بيانات الأسماك العالمية